# Podolje
Podolje je geomorfološki pojem in širši nižji pas uravnanega površja med višjim reliefom, pogosto sestavljen iz niza plitvih dolin in kraških polj.
Ime pokrajine izhaja iz slovanskega izraza podol v pomenu 'podolje, ravnica pod višje ležečim območjem', kar je zloženka iz korena po- v pomenu 'vzdolž' in dol 'dolina' in se nanaša na lego pod Karpati.

## Podolja v Sloveniji in zamejstvu
- Dobrnsko podolje (Dobrna)
- Dolenjsko podolje je v smeri zahod - vzhod razpotegnjena mezoregija v osrednji Sloveniji, ki jo sestavljajo plitvo Grosupeljsko (kraško) polje, Stiški kot, Dobska uvala, Trebanjsko podolje in Mirnopeška dolina.
- Hotenjsko podolje med Rovtami in Hrušico.
- Kotarsko podolje v Občini Loški Potok (Stari Kot)
- Kozjansko-Senovsko podolje (na Kozjanskem in v okolici Senovega)
- Matarsko podolje (tudi Podgrajsko podolje), v katerem med drugimi južno od Markovščine na pobočju Velikega Mavrovca na nadmorski višini 565 m leži Martinska jama.[3]
- Motniško podolje
- Notranjsko podolje, ki ga sestavljajo Cerkniško polje oziroma Cerkniško jezero, Planinsko polje s Planinsko jamo, Pivka s Postojnsko jamo, Babno polje, Loško polje, Rakovška in Unška uvala ter Logaško polje.
- Podgrajsko podolje (= Matarsko podolje)
- Ribniško-Lovrenško podolje, tudi Lovrenško-Ribniško podolje na Pohorju
- Ribniško-Kočevsko podolje obsega Ribniško polje (z rekami Bistrico, Ribnico, Rakitnico in Žlebiščico) in Kočevsko polje s kraškim izvirom reke Rinže, ki ponikne na JV polja in podzemeljsko odteka v Kolpo.
- Senovsko podolje pri izlivu Mirne v Savo, kjer se dolini obeh rek razširita v majhno Sevniško kotlino in 20 km dolga Mirenska dolina ob reki Mirni.
- Senožeško podolje je pokrajina ob vznožju Visokega krasa, ki se v bližini dviga z Nanosom in leži na stiku treh večjih pokrajinskih enot: Vipavske doline, Pivške kotline in matičnega Krasa. Leži na začetku doline Raša po kateri se s flišnega nanoškega podnožja stekajo vode z reko Rašo v Vipavsko dolino
- Vitanjsko podolje pri Vitanju
- Voglajnsko podolje med Voglajnškim gričevjem in Celjsko kotlino
- Rogaško podolje leži v porečju rek Mestinjščice in Ločnice
- Polomsko podolje (Polom pri Kočevju)
- Staroselsko podolje (ob potoku Idrija zahodno od Kobarida med pogorji Stola na severu in Matajurja na jugu ter Breginjskim kotom na jugu
- Trebinjsko podolje (nem.: Gegendtal), prej tudi Dolina jezer (Seetal), je dolina na Gornjem Koroškem v Avstriji.

- Planinsko polje
- Ribniško polje z Velike gore
- Vzhodni del Logaškega polja